# 巴御前 (小惑星)
巴御前 (ともえごぜん、4896 Tomoegozen) は、小惑星帯にある小惑星である。
1986年12月20日、新島恒男と浦田武が群馬県尾島町 (現・太田市) で発見した。

## 名称
平安時代末期の武将・木曾義仲の愛妾で、女武者として知られる巴御前にちなんで名付けられた。
浦田は多くの小惑星に『平家物語』に登場する平安時代末期 (保元・平治の乱から源平合戦にかけて) の歴史人物の名を付けている。巴御前と (4574) 義仲は、浦田が撮影した同じフィルムに写っていたところを発見された。